# Fred Schaub
Fred Schaub (28 agosto 1960 – Fulda, 22 aprile 2003) è stato un calciatore tedesco, di ruolo attaccante.

## Carriera
Ha militato per due stagioni nell'Eintracht Francoforte, vincendo la Coppa UEFA 1979-1980, battendo nella doppia finale il Borussia Moenchengladbach, proprio grazie a una sua rete arrivata nei minuti finali della gara di ritorno (il risultato fu 1-0, sufficiente a ribaltare la sconfitta 3-2 dell'andata).
Successivamente ha giocato in Bundesliga con le maglie di Furth, Borussia Dortmund, Hannover 96 e Friburgo. Dal 1988 si trasferì nella massima serie austriaca, dove rimase per il resto della carriera.
È morto a 42 anni in un incidente stradale nei pressi di Fulda; nell'incidente rimase ferito anche il figlio Louis di 8 anni, successivamente diventato anch'egli calciatore professionista nel giro della nazionale austriaca.

## Palmarès
- Coppa UEFA: 1

Eintracht Francoforte: 1979-1980